# Subkutana aplikacija
Subkutana (latinsko: sub = pod, cutis = koža; okrajšava: sc.) ali podkožna aplikacija je dajanje zdravila z injiciranjem pod kožo. Subkutana aplikacija je sicer enostavnejša kot dajanje zdravila v veno (intravenska aplikacija), vendar je resorpcija zdravila iz podkožja v sistemski krvni obtok počasnejša ter velikokrat nepopolna, kar povzroča znižano biološko uporabnost danega zdravila.
Pri podkožnem vbrizganju zdravila je potrebna injekcija s kratko iglo, zahteve za sterilnost so manj stroge kot pri intravenskem vbrizganju. Subkutana aplikacija je tudi relativno neboleča.
S subkutanim dajanjem zdravila se izognemu učinku prvega prehoda.

## Uporaba
Zdravila, ki se dajejo podkožno:
- insulin,
- antikoagulansi (heparin),
- vitamin B12 ...